# メトロポリタン線
メトロポリタン線（メトロポリタンせん、英: Metropolitan Line）はロンドンの金融街、シティに位置するアルドゲイトからアクスブリッジを結び、3つの支線が本線の途中駅からワトフォード、チェシャム、アマーシャムへと伸びるロンドン地下鉄の路線。地下鉄路線図およびシンボルマークなどではマゼンタ（赤紫）で示される。 

## 概要
この路線は1863年1月10日に開業した世界初の地下鉄を起源とするが、このときの開業区間（パディントン（ビショップス・ロード）駅 - ファリンドン・ストリート駅）は現在ハマースミス&シティー線、ディストリクト線、サークル線の一部として運行されている。開業時の区間は大部分が地下で、ベーカー・ストリートの先、フィンチリー・ロードからは地上を走る。34駅中9駅が地下にあり、2008年現在、当路線はロンドン地下鉄で9番目に利用客が多い路線である。
ウェンブリー・パーク駅とムーア・パーク駅の間は複々線となっており、外側線を優等列車が走る。一部の列車はベーカー・ストリート駅以西の運転である。
メトロポリタン線はロンドン地下鉄では最高速度が最も速い路線である。1990年代後半から2000年代初頭にかけて、ハーロウ=オン=ザ=ヒルの北では113km/h(70mph)運転が行われていたが、2008年現在では80km/h(50mph)が最高となっている。フィンチリー・ロードから北の最高速度は徐々に80km/h(50mph)に落されたものの、同区間で同じ線路を走るナショナル・レールの車両は97km/h(60mph)で運転されている。
メトロポリタン線はグレーター・ロンドンの外に路線を伸ばしており、他にグレーター・ロンドンの外側に路線があるのはセントラル線だけである。

## 歴史
メトロポリタン線は1853年にメトロポリタン鉄道の前身であるノース・メトロポリタン鉄道とメトロポリタン - ディストリクト鉄道がインナー・サークルと呼ばれる環状線を完成させるために共同したことに源を発する。1860年に開削工法で工事が始まり、パディントン - ファーリンドン・ストリート(現在のファーリンドン)が1863年に開通した。
1930年代にかけて路線長は90マイルに達するまで延伸され、大半の区間が1905年以降電化された。1933年にメトロポリタン鉄道はロンドン旅客輸送委員会に買収され、ロンドン地下鉄メトロポリタン線となった。メトロポリタン線は徐々に合理化され、アイルズベリー方面が1936年に廃止(一部区間は1943年から1948年まで運行が再開されていた)、同年ホワイトチャペルからバーキンまでの区間がディストリクト線と統合された。1939年、スタンモア支線がベーカールー線に編入(1979年にジュビリー線として独立)、1948年には他の地下鉄各線ともども国有化された。

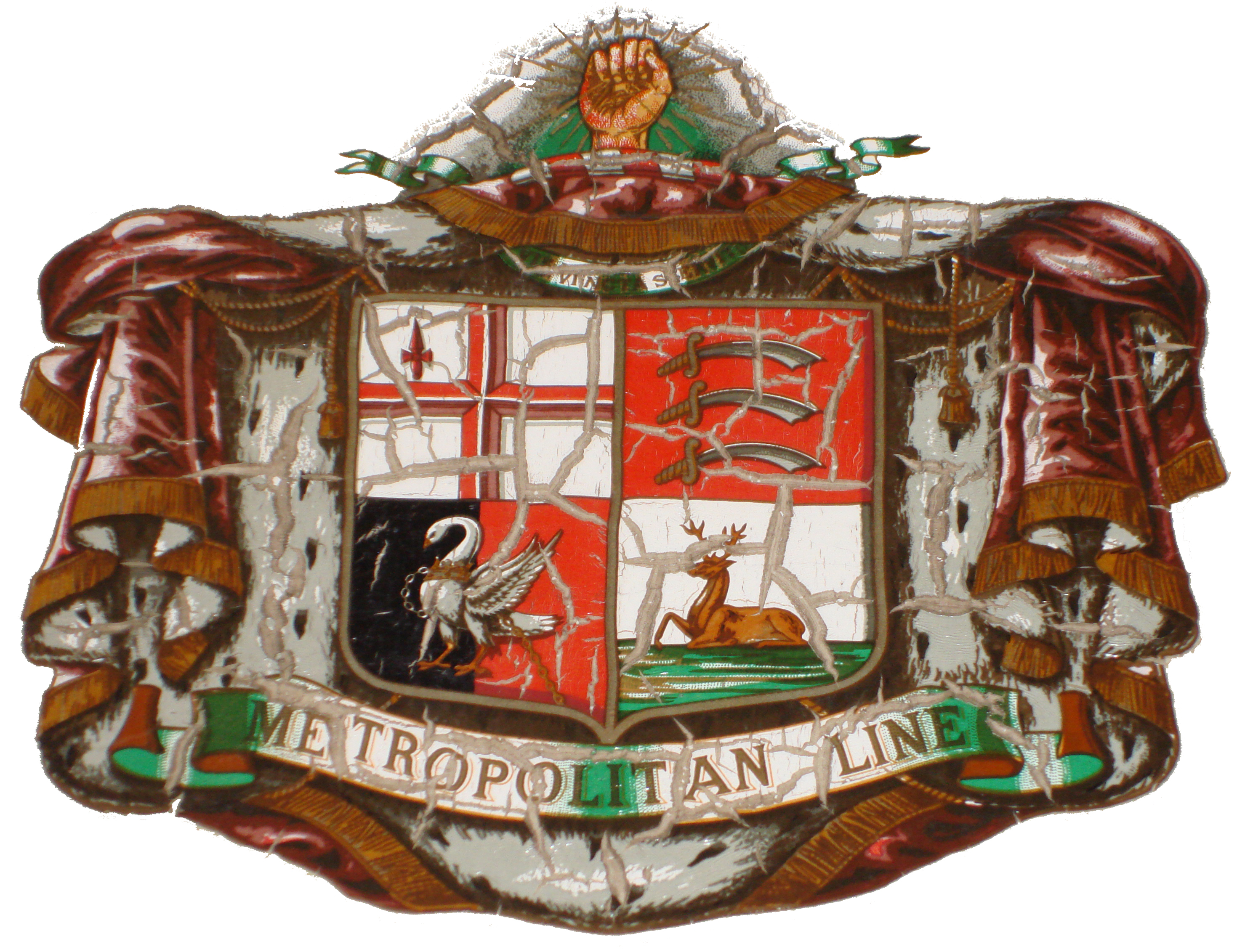
メトロポリタン線の紋章

蒸気機関車牽引列車はリクマンズワースより北で1961年まで残り、事業用蒸気機関車が廃止されたのは1972年である。大規模な近代化が1960年に行われ、アマーシャム、チェシャムまで電化された一方、チェシャムから先は蒸気機関車列車とともに1961年に廃止されている。ハーロウ=オン=ザ=ヒルからノースウッドまでの区間は1961年、ムーア・パークの北、コーレイウッド・ジャンクションまでは1962年に複々線化された。複々線化に先立ち、アイルズベリーからの各駅停車と準快速(semi-fast)は元グレート・セントラル本線の急行列車と線路を共用した。
1988年にはハマースミス&シティー線とイーストロンドン線がメトロポリタン線から分離され、メトロポリタン線は通称「メトロ・ランド」と呼ばれるロンドン北西部とベーカー・ストリート経由で1868年にメトロポリタン鉄道が建設したトンネルを通ってアルドゲイトを結ぶ路線となり、ディストリクト線と交わらない唯一の路線となった。イーストロンドン線はロンドン・オーバーグラウンドへの転換工事のため2007年に休止されるまで直通旅客列車は無いもののメトロポリタン線と共通の車両を使用した。イーストロンドン線とメトロポリタン線の連絡線はオールドゲイト・イーストに残っているが、イーストロンドン線は独自の車両を持つことになるため、撤去されるものと思われる。
1998年、メトロポリタン線は第三セクター運営に変わり、2008年現在ではサークル、ハマースミス&シティ、ディストリクトの各線が同じメトロネット協会により運営されている。
メトロポリタン線は世界初の地下鉄であり、世界中の地下鉄に大きな影響を与えた。パリ地下鉄は「メトロ」の名をメトロポリタン線から取っているなど、メトロポリタン線は現在各国で使われている地下鉄の略称である「メトロ」の語源となっている。

## 車両

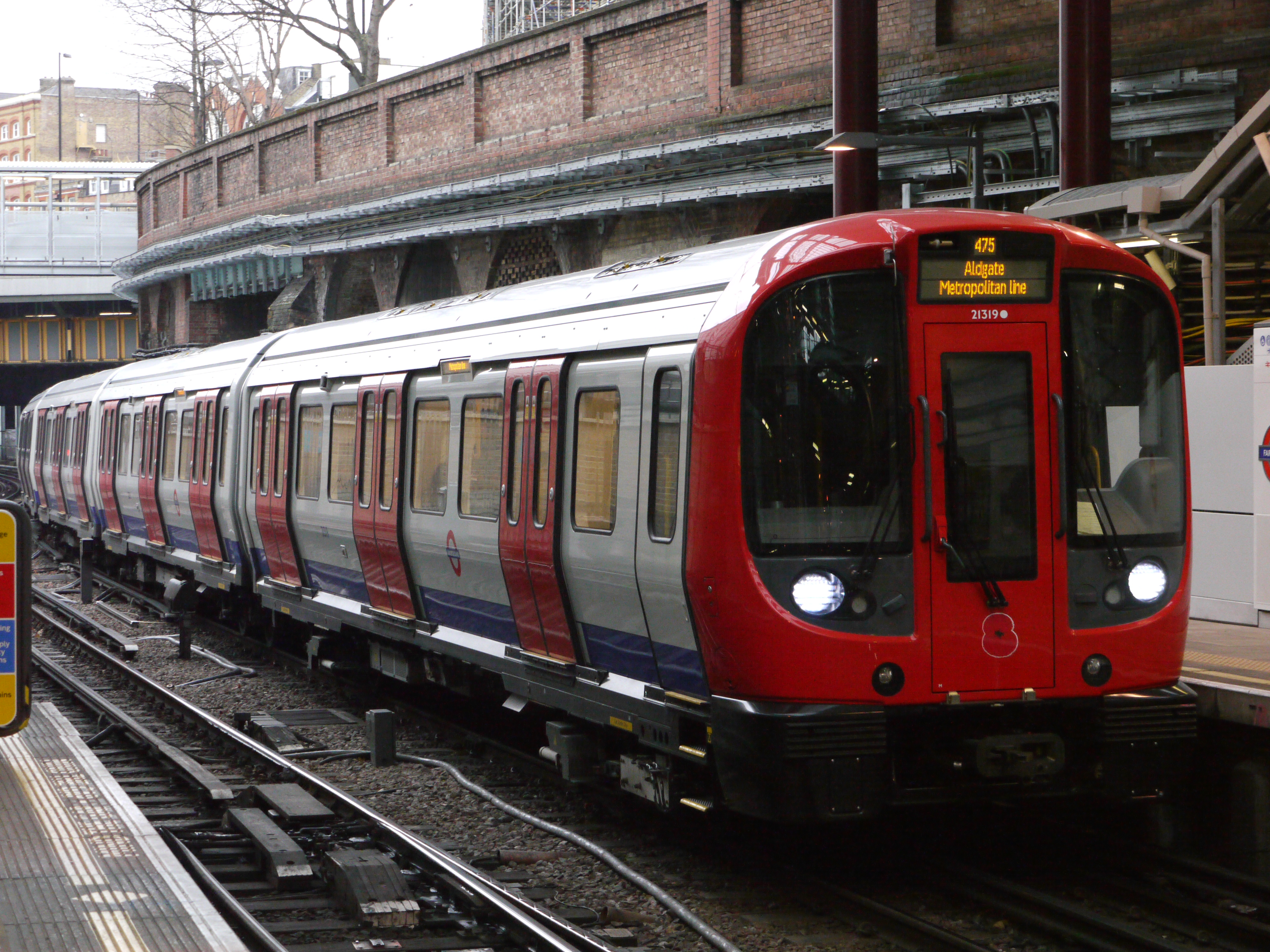
ファリンドン駅に進入するS7(+1)形電車

2012年9月26日までにそれまで使用されていたA形電車からS形電車への置き換えが完了した。メトロポリタン線用S形電車は冷房装置が搭載された8両編成で、ボンバルディア・トランスポーテーションの地下鉄用車両、モヴィアシリーズに属する。メトロポリタン線は地下区間のトンネル断面が同時期に新型車を導入したヴィクトリア線より広く、トンネル内に排熱することが可能なうえ、路線の大半が地上を走るため、ヴィクトリア線用2009形電車が冷房非装備となった一方で、冷房を装備することができた。S形電車には回生ブレーキも装備され、エネルギー消費を約20％低減させている。
S形電車はA形電車より加速度が高く設定されている一方、最高速度は若干低くなっている。立ち席定員を597人から697人に増加させ、車椅子スペースを設けたため座席定員は448人から306人に減少している。
将来的には消費電力増加への対応と、車両性能向上のため電源電圧を630Vから750Vに昇圧することが計画されている

## 路線図
車内に掲示されている路線図はロンドン地下鉄のサイトからダウンロードできる。

## 駅
東から西の順で示す
| サークル線、ハマースミス&シティー線との共有区間 |      |                |                                                                                                   |
| 駅名 | 写真 | 開業年月日     | 備考                                                                                              |
| アルドゲイト Aldgate |      | 1876年11月18日 | 起終点                                                                                            |
| リヴァプール・ストリート Liverpool Street |      | 1874年2月2日   |                                                                                                   |
| ムーアゲート Moorgate |      | 1865年12月23日 | 北/西からの列車は当駅で折り返し可能だが、通常ダイヤでは行われない。                               |
| バービカン Barbican |      | 1865年12月23日 |                                                                                                   |
| ファリンドン Farringdon |      | 1863年1月10日  |                                                                                                   |
| キングズ・クロス・セント・パンクラス King's Cross St. Pancras |      | 1863年1月10日  |                                                                                                   |
| ユーストン・スクエア Euston Square |      | 1863年1月10日  |                                                                                                   |
| グレート・ポートランド・ストリート Great Portland Street |      | 1863年1月10日  |                                                                                                   |
| 各線共通区間 |      |                |                                                                                                   |
| メトロポリタン線はベーカー・ストリート駅の手前でサークル線から分かれ、同駅ではサークル線と約45度の角度をなす別のホームから発着する。 |      |                |                                                                                                   |
| ベーカー・ストリート Baker Street |      | 1863年1月10日  | ほとんどの列車は当駅発着である。                                                                  |
| フィンチリー・ロード* Finchley Road |      | 1879年6月30日  |                                                                                                   |
| ウェンブリー・パーク** Wembley Park |      | 1880年8月2日   |                                                                                                   |
| プレストン・ロード Preston Road |      | 1908年5月21日  |                                                                                                   |
| ノースウィック・パーク Northwick Park |      | 1923年6月28日  | Northwick Park and Kentonとして開業、1937年5月15日現駅名に改名。                                  |
| ハーロウ=オン=ザ=ヒル Harrow-on-the-Hill |      | 1880年8月2日   | 当駅でワトフォード、アマーシャム方面の本線とアクスブリッジ支線に分岐する。                        |
| * - フィンチリー・ロード - ウェンブリー・パーク間でメトロポリタン線はジュビリー線の外側を走る。この間のジュビリー線の駅のうち、ウィルズデン・グリーンとニーズデンにはメトロポリタン線用ホームがあるが、通常は使用されない。 |      |                |                                                                                                   |
| ** - ウェンブリー・パークからメトロポリタン線は複々線になり、外側線を優等列車が走る。主にアマーシャム行きの快速列車(fast)、主にワトフォード行きの準快速(semi-fast)はプレストン・ロードとノーウィック・パークを通過し、ラッシュ時にはウェンブリー・パークも通過する。 |      |                |                                                                                                   |
| アクスブリッジ支線(ハーロウ=オン=ザ=ヒルから分岐) |      |                |                                                                                                   |
| ウェスト・ハーロウ West Harrow |      | 1913年11月17日 |                                                                                                   |
| レイナーズ・レーン Rayners Lane |      | 1906年5月26日  | Rayners Lane Haltとして開業、当駅からアクスブリッジまでの区間をピカデリー線と共用。               |
| イーストコート Eastcote |      | 1906年5月26日  |                                                                                                   |
| ルイスリップ・マナー Ruislip Manor |      | 1912年8月5日   |                                                                                                   |
| ルイスリップ Ruislip |      | 1904年7月4日   | Ruislip は /ˈraɪslɪp/ ルイスリップは誤り                                                          |
| イックナム Ickenham |      | 1905年1月1日   |                                                                                                   |
| ヒリンドン Hillingdon |      | 1923年12月10日 |                                                                                                   |
| アクスブリッジ Uxbridge |      | 1904年7月4日   | 終点 1938年12月4日現在地に移転                                                                    |
| ノースウッド支線(ハーロウ=オン=ザ=ヒルから分岐) ハーロウ=オン=ザ=ヒルから線路別複々線となり、北側に緩行線が配置される。急行線は線路をチルターン・レイルウェイズが運営するナショナル・レールのアイルズベリー方面と共有する。ノースウッド支線各駅は緩行線にしかホームが無く、ほとんどがワトフォード方面行きとなる各駅停車と準快速しか停車しない。ムーア・パークで急行線はアマーシャムへ、緩行線はワトフォードへと分岐する。 |      |                |                                                                                                   |
| ノース・ハーロウ North Harrow |      | 1915年3月22日  |                                                                                                   |
| ピナー Pinner |      | 1885年5月25日  |                                                                                                   |
| ノースウッド・ヒルズ Northwood Hills |      | 1933年11月13日 |                                                                                                   |
| ノースウッド Northwood |      | 1887年9月1日   | 当駅までグレーター・ロンドン域内                                                                  |
| ムーア・パーク Moor Park |      | 1910年5月9日   | Sandy Lodgeとして開業、1923年10月18日Moor Park & Sandy Lodgeに改名、1950年9月25日に現駅名に改名。 |
| ワトフォード支線(ムーア・パークから分岐) ムーア・パークの先には三角線があり、ワトフォードからリクマンズワースまで折り返すことなく直通運転ができ、早朝・深夜には直通列車が存在する。 |      |                |                                                                                                   |
| クロクスレー Croxley |      | 1925年11月2日  |                                                                                                   |
| ワトフォード Watford |      | 1925年11月4日  |                                                                                                   |
| アマーシャム方面(ムーア・パークから分岐) アマーシャムまでの全区間でチルターン・レイルウェイズが同じ線路を走る。 |      |                |                                                                                                   |
| リクマンズワース Rickmansworth |      | 1887年9月1日   |                                                                                                   |
| コーレイウッド Chorleywood |      | 1889年7月8日   |                                                                                                   |
| チャルフォント&ラティマー Chalfont & Latimer |      | 1889年7月8日   |                                                                                                   |
| チャルファント&ラティマーで線路はアマーシャム方面とチェシャム方面のふたつに分かれる。ラッシュ時以外チャルフォント&ラティマー - チェシャム間は概ね30分おきにこの区間を折り返し運転する列車が走るのみである。 |      |                |                                                                                                   |
| チェシャム方面 |      |                |                                                                                                   |
| チェシャム Chesham |      | 1889年7月8日   | 終点                                                                                              |
| アマーシャム方面 |      |                |                                                                                                   |
| アマーシャム Amersham |      | 1892年9月1日   | 終点                                                                                              |

### 過去の駅
セント・ジョンズ・ウッド区間
- ローズ (1939年廃止)
- マールボロ・ロード (1939年廃止)
- スイス・コテージ (1940年廃止)

アマーシャムから先の区間
- Great Missenden (1961年休止)
- Wendover (1961年休止)
- Stoke Mandeville (1961年休止)
- Aylesbury (1961年休止)
- Waddesdon Manor (1936年廃止6)
- Quainton Road (1948年休止、1966年廃止)

ヴァーニー・ジャンクション支線
- Granborough Road (1936年廃止)
- Winslow Road (1936年廃止)
- Verney Junction (1936年休止、1967年廃止)

ブリル・トラムウェイ

## 特徴
メトロポリタン線には他のロンドン地下鉄の路線にはない郊外電車的雰囲気が漂う。以下に主な特徴を示す。
- 全長56.8kmのうち、地下区間は9.6kmしかない[9]。
- 快速(fast)、準快速(semi-fast)、各駅停車(all stations)の3種別がある[10]。
- ハートフォードシャー、バッキンガムシャーなどの町村まで路線をのばしている。
- 支線部にではあるが、ロンドン地下鉄で唯一単線区間がある。
- 優等列車の大半はメリルボーン・ロードとベーカー・ストリートの交差点にあるベーカー・ストリート駅止まりで都心には乗り入れない[11]。 これは同じメリルボーン・ロード沿いに終点がある各郊外電車と同じ運行形態である。
- A60・A62形電車は全座席ボックスシートで、網棚と傘掛けを備えていた[12]。
- ハーロウの北からリックマンズワースの北まで延びる複々線区間の急行線(外側線)の信号はロンドン地下鉄所有であるにもかかわらずイギリス国鉄標準のものが採用されている。
- 地上区間の多くで80km/h(50mph)または96km/h(60mph)運転が行われるロンドン地下鉄最速の路線である。他の路線の最高速度は64km/h(40mph)または72km/h(45mph)である。
- ロンドン北西部の大半の駅を通過し、この区間はジュビリー線が各駅停車の役割をはたす[13]。
- 沿線の樹木からの落ち葉対策のため、秋冬には特別ダイヤが編成される[11]。
- 時刻表が発行されているロンドン地下鉄唯一の路線である[10]。

## 運行形態

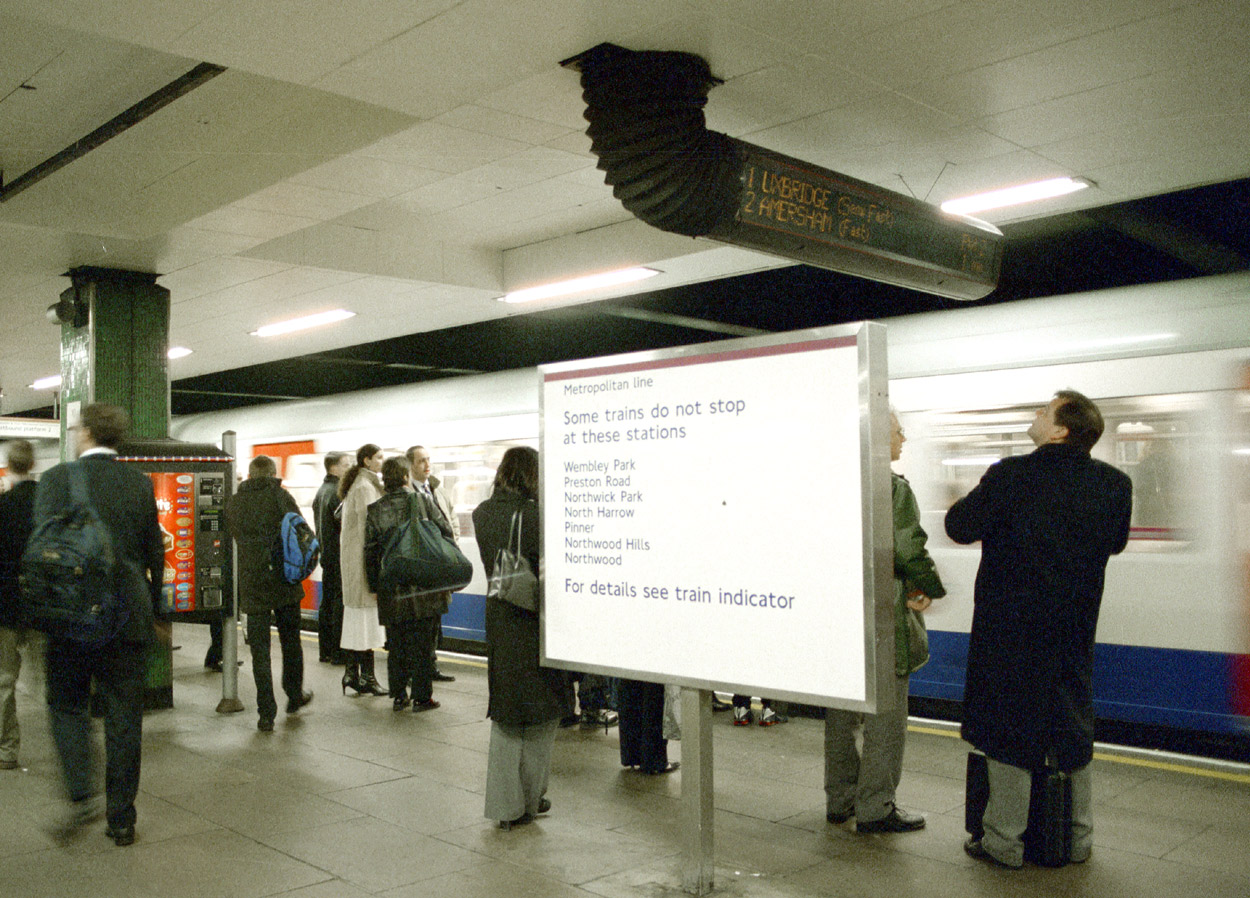
メトロポリタン線には駅を通過する列車があることを注意するモーアゲート駅の案内板。この案内に含まれる「通過駅」は運行形態にあわせて変化している。

メトロポリタン線ではロンドン地下鉄で唯一優等列車が運転されている。ピカデリー線もハマースミス - ターナム・グリーン/アクトン・タウン間で通過する駅があるが、これらの駅にはディストリクト線が停車し、ピカデリー線のすべての列車が通過する。同区間を平行して走る複数の路線の停車駅が違う例としては他にメトロポリタン線とジュビリー線のフィンチリー・ロード - ウェンブリー・パーク間がある。アマーシャム行き快速列車(fast)はベーカー・ストリート、フィンチリー・ロード、ハーロウ=オン=ザ=ヒルとムーア・パークから先の各駅に停車する。ラッシュ時に運転されるワトフォード行き準快速(semi-fast)はハーロウ=オン=ザ=ヒルまで快速と同一、ハーロウ=オン=ザ=ヒルから先の各駅に停車する。
2009年5月現在の日中の運行形態は以下の通り。
- 毎時6本 アクスブリッジ — アルドゲイト (各駅停車)
- 毎時6本 ワトフォード — ベーカー・ストリート (各駅停車)
- 毎時4本 アマーシャム — ベーカーストリート (快速) ハーロウ=オン=ザ=ヒルから先はメリルボーン - アイルズベリー間のチルターン・レイルウェイズの列車が毎時2本運転され、あわせて毎時6本運転。
- 毎時2本 チェシャム — チャルフォント&ラティマー

ロンドン地下鉄はアマーシャム行きを毎時2本に削減し、チェシャムからロンドンへの列車を毎時2本運転することを計画している。
ラッシュ時には運転本数が増え、アルドゲイトからチェシャムを含む各方面に列車が運転され、各終点駅に各種別の列車が乗り入れる。早朝・深夜にはリクマンズワース - ワトフォード間の列車もモーア・パーク分岐点の三角線を通って運転される。

## 将来計画

### クロクスレー・レール・リンク
ロンドン交通局と地元自治体ははワットフォードの手前から線路を分岐させ、廃止されたクロクスレー・グリーン支線跡にワットフォード・ジャンクションまでの路線を建設することを計画している。 
2005年にはこの路線は2010年までの開業が予想されたが、資金難により延期されている。
現在のワットフォード駅は市街中心から外れたところにあるため、この計画が実現した場合はワットフォード駅は廃止され、アスコット・ロードとワットフォード・ウェストに中間駅が設けられる。

### アマーシャム及びチェシャム方面
2008年5月にロンドン交通局はラッシュ時を除くチェシャム、アマーシャム方面のダイヤ改正の計画を発表した。2008年5月時点では朝夕各2本の列車がベーカー・ストリートからチェシャムに直通運転されているに過ぎないが、この計画によると、2006年以降チェシャム駅の乗降客が増加していること、アマーシャムにはチルターン・レイルウェイズの列車も毎時2本乗り入れているため、アマーシャム行きを毎時4本から毎時2本に削減、チェシャムへ終日毎時2本がロンドンから直通することになる。